# Кеншин-Мару
Кеншин-Мару (Kenshin Maru) — транспортне судно, яке під час Другої світової війни взяло участь у операціях японських збройних сил в архіпелазі Бісмарка.

## Походження судна
Кеншин-Мару спорудили в 1940 році у Кобе на замовлення компанії Inui Kisen.
Також існує версія, що Кеншин-Мару це трофейне британське судно Celebes. Водночас самі японці визначали тоннаж Celebes на рівні лише 1500 тонн, крім того, ймовірно, останнє отримало схоже найменування Теншин-Мару (Tenshin Maru).

## Рейси у Мікронезії
8 липня 1943-го судно реквізували для потреб Імперського флоту Японії.
Протягом наступних місяців судно працювало в Океанії. Спершу 19—29 серпня 1943-го Кеншин-Мару пройшло в конвої № 3719 з Йокосуки (Токійська затока) на атол Трук у центральній частині Каролінських островів, який до лютого 1944-го виконував роль важливого транспортного хабу для постачання японських сил у кількох архіпелагах (також можливо відзначити, що ще до війни на Труці створили головну базу Імперського флоту в Океанії). Далі судно здійснило рейс до Маршаллових островів, після чого 20—25 серпня 1943-го у складі конвою № 6252 пройшло з атола Кваджелейн (тут містилася головна японська база на Маршаллових островах) до Труку. Нарешті 8—19 вересня 1943-го Кеншин-Мару з конвоєм № 4908 пройшло з Труку до Йокосуки.
Невдовзі судно вирушило в новий рейс до Мікронезії. 9—20 жовтня 1943-го Кеншин-Мару як складова частина конвою № 3009B перейшло з Йокосуки на Трук. 7—13 листопада 1943-го у складі конвою № 5075 транспорт пройшов до Кваджелейну, а 4—9 грудня 1943-го з конвоєм № 6042 повернувся на Трук.

## Загибель у Меланезії
17 січня 1944-го Кеншин-Мару перебував у архіпелазі Бісмарка в гавані Рабаула — головної передової бази японців, з якої провадились операції на Соломонових островах та сході Нової Гвінеї. Цього дня на гавань здійснила потужний наліт американська авіація з аеродрому на острові Бугенвіль. У кормову частину Кеншин-Мару влучила бомба, що завдало значних пошкоджень та призвело до загибелі судна.
Після війни дайвери обстежили рештки Кеншин-Мару, та виявили в його трюмах кілька гармат, снаряди, торпеди, вантажівку, а також людські рештки.
Під час виверження вулкана в 1994 році рештки Кеншин-Мару засипало попелом.